# 張邦紀
張邦紀（？—？），字完璞，號金臺，燕山左衛軍籍，南直隶常州府宜兴县人，明朝政治人物。

## 生平
萬曆二十五年丁酉科順天府鄉試舉人，二十六年（1598年）成戊戌科進士。初选庶吉士，二十八年授翰林院检讨，三十年奉命编纂六曹章奏。三十四年典試湖廣，三十七年升右春坊右赞善，寻管理诰敕。四十二年升右谕德兼翰林院侍读，清理贴黄，四十三年升右庶子，四十四年皇太子朱常洛出阁讲学，为讲读官。四十五年改左庶子仍兼翰林院侍读，掌左坊印。四十六年会推为国子监祭酒，主順天府鄉試。升少詹事，以礼部右侍郎孙如游暂假调理，代知贡举，又为殿试读卷官。四十七年十一月引疾歸。明熹宗即位，蔭子张永祚入监读书。天启二年（1622年）四月升任礼部右侍郎兼翰林院侍读学士，管理贴黄，充实录副总裁。三年起协理詹事府事，管清黄。四年升礼部左侍郎，五年七月以病請告休。

## 家族
曾祖张明，壽官。祖张学日，封承直郎。父张守惪。